# Kodachrome Basin State Park

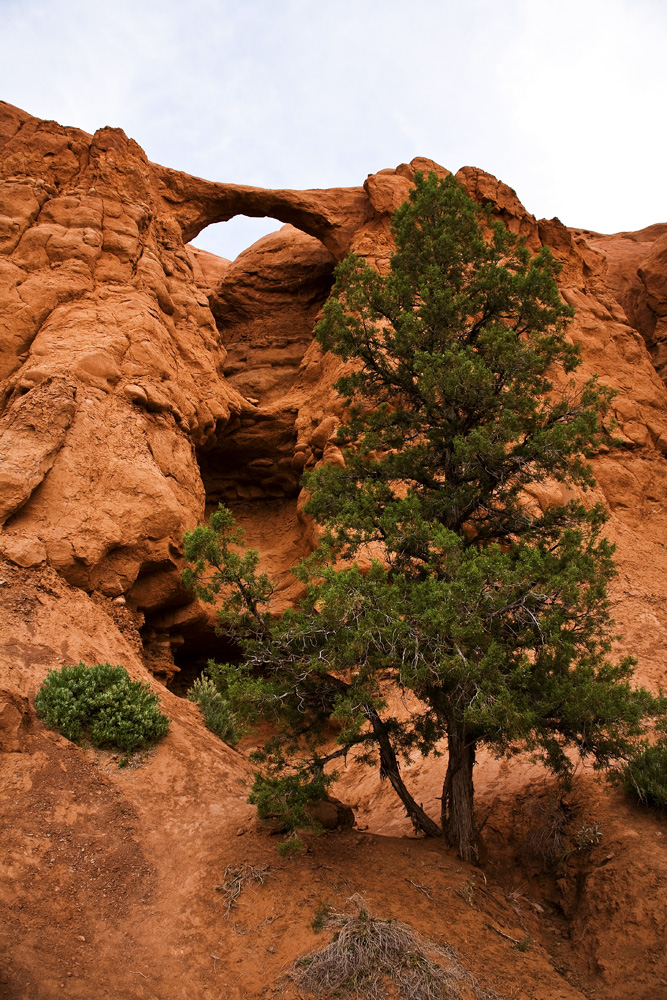
Shakespeare Arch

Der Kodachrome Basin State Park ist ein kleiner, ruhiger und beliebter State Park in Utah, USA. Er liegt einige Kilometer südlich der Utah State Route 12 und ca. 30–35 km südöstlich des Bryce Canyon National Park. Von Norden ist er über eine befestigte Straße von Tropic (Utah) aus erreichbar und aus Richtung Süden über die unbefestigte Utah Road 400 von Page, Arizona. Auf einer Höhe von ca. 1800 m gelegen, herrscht im 16,2 km² großen Parkgebiet überwiegend trockenes Klima.
Im Kessel des State Parks befinden sich stark erodierte Felsformationen in unterschiedlichen Farbtönen von Rot, Gelb, Rosa, Weiß und Braun. Ergänzt wird diese natürliche Farbspiel mit dem bestenfalls tiefblauen Himmel und der gelegentlich vorkommenden grünen Vegetation. Dieses breitgefächerte Farbspektrum  bekamen Teilnehmer einer Expedition des National Geographic Society zu sehen, die das Gelände im Jahre 1948 erkundeten. In einem Artikel im National Geographic Magazin über diese Erkundung wurde das Gebiet Kodachrome Flat benannt, nach Kodaks farbsatten Diapositivfilm Kodachrome.
Im Jahr 1962 wurde dort der Chimney Rock State Park eingerichtet, weil juristische Folgen bei der Verwendung des Markennamens befürchtet wurden. Einige Jahre später erteilte die Kodak Corporation die Genehmigung zu Verwendung, so dass eine Umbenennung in Kodachrome Basin State Park erfolgen konnte.
Eine Besonderheit im Parkgebiet ist das Vorkommen zahlreicher spitzer Felsnadeln und Felskamine, deren Herkunft durch die Ablagerung und Sedimentation in ehemaligen Geysiren erklärt wird, die dann als härteres Gestein stehenblieben, als spätere Verwitterungsprozesse den ursprünglichen Boden um sie herum weg erodiert hatten.